# Jenny Doveson
Jenny Therese Doveson, född 8 maj 1988, är en svensk singer-songwriter och samtalsterapeut. 
Doveson debuterade 2009 med albumet All These Wasteful Hours, producerat av Lasse Mårtén. Albumet fick flera positiva recensioner och beskrevs bland annat som en "grym debutplatta" med USA-influerad folkmusik med förebilder som Bob Dylan och Melanie. Hon har därefter givit ut singlarna Där vågorna rår (2020) som tog sig in på Sörmland Topp 5 samt Down the road I go (2024).

## Diskografi

### Album
- All These Wasteful Hours (2009), Veranda Independent Records VERCD002

### Singlar
- Där vågorna rår (2020)
- Down the road I go (2024)